# May Warden
May Warden (født 9. maj 1891 i Leeds, død 5. oktober 1978 i London) var en engelsk skuespillerinde, der nok mest er kendt for rollen som Miss Sophie i sketchen 90-års-fødselsdagen, der hver nytårsaften sendes på DR1.
Siden slutningen af 1940'erne optrådte May Warden som Miss Sophie i 90-års-fødselsdagen i forskellige varieteer i den engelske badeby Blackpool. Hun blev i 1963 sammen med sin scenepartner, komikeren Freddie Frinton, kendt i Vesttyskland for opførelsen af sketchen i NDR-udsendelsen Guten Abend, Peter Frankenfeld!. Efterfølgende blev sketchen optaget og er senere blevet en af de mest genudsendte programmer på tv i mange lande. May Warden endte sin skuespillerkarriere i 1973.
Warden var gift med komikeren Silvester Stewart og fik sammen med ham to døtre og to sønner. En af døtrene blev ligeledes skuespiller.